# Schloss Oranienbaum

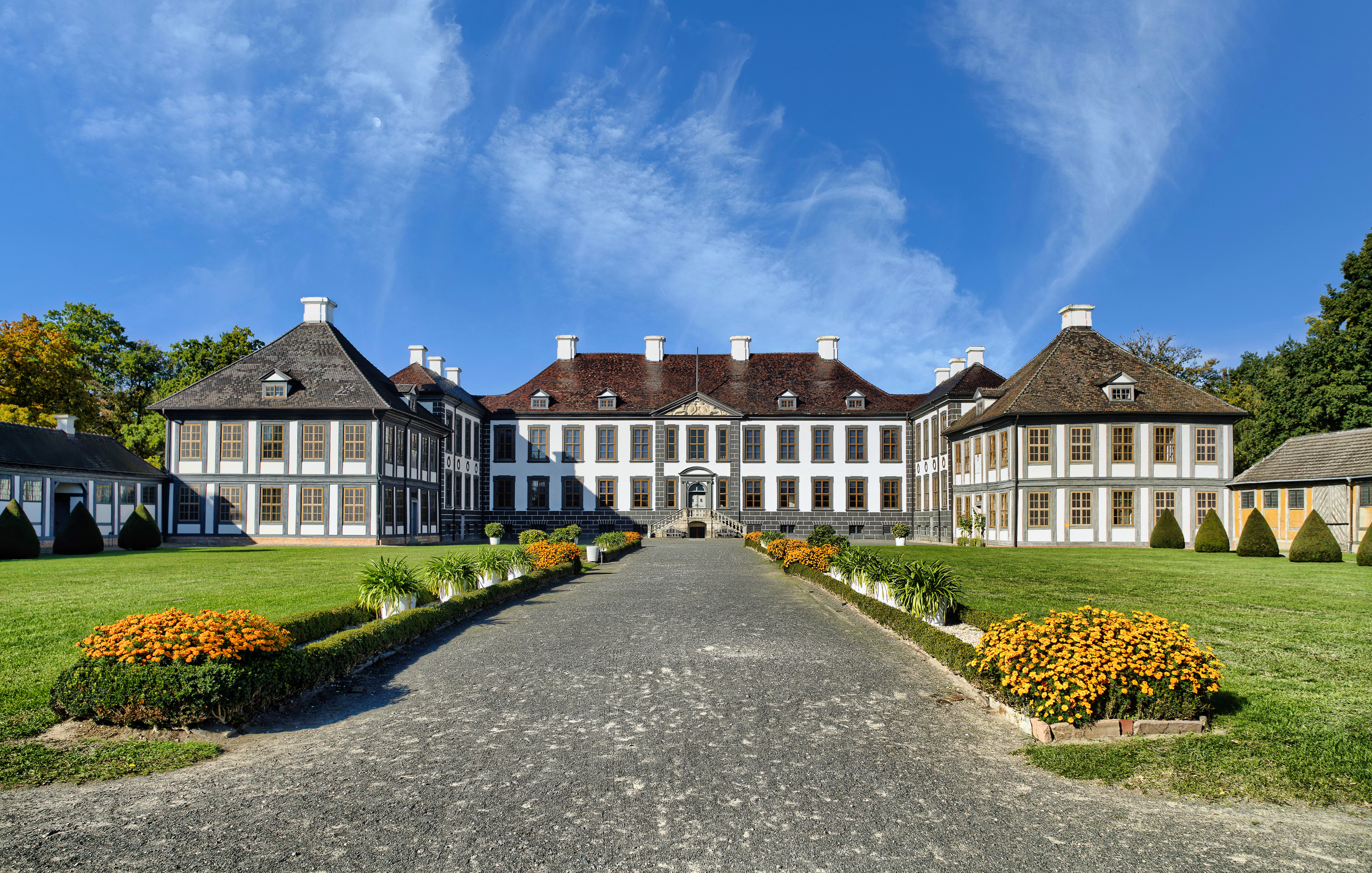
Schloss Oranienbaum – Ehrenhofseite

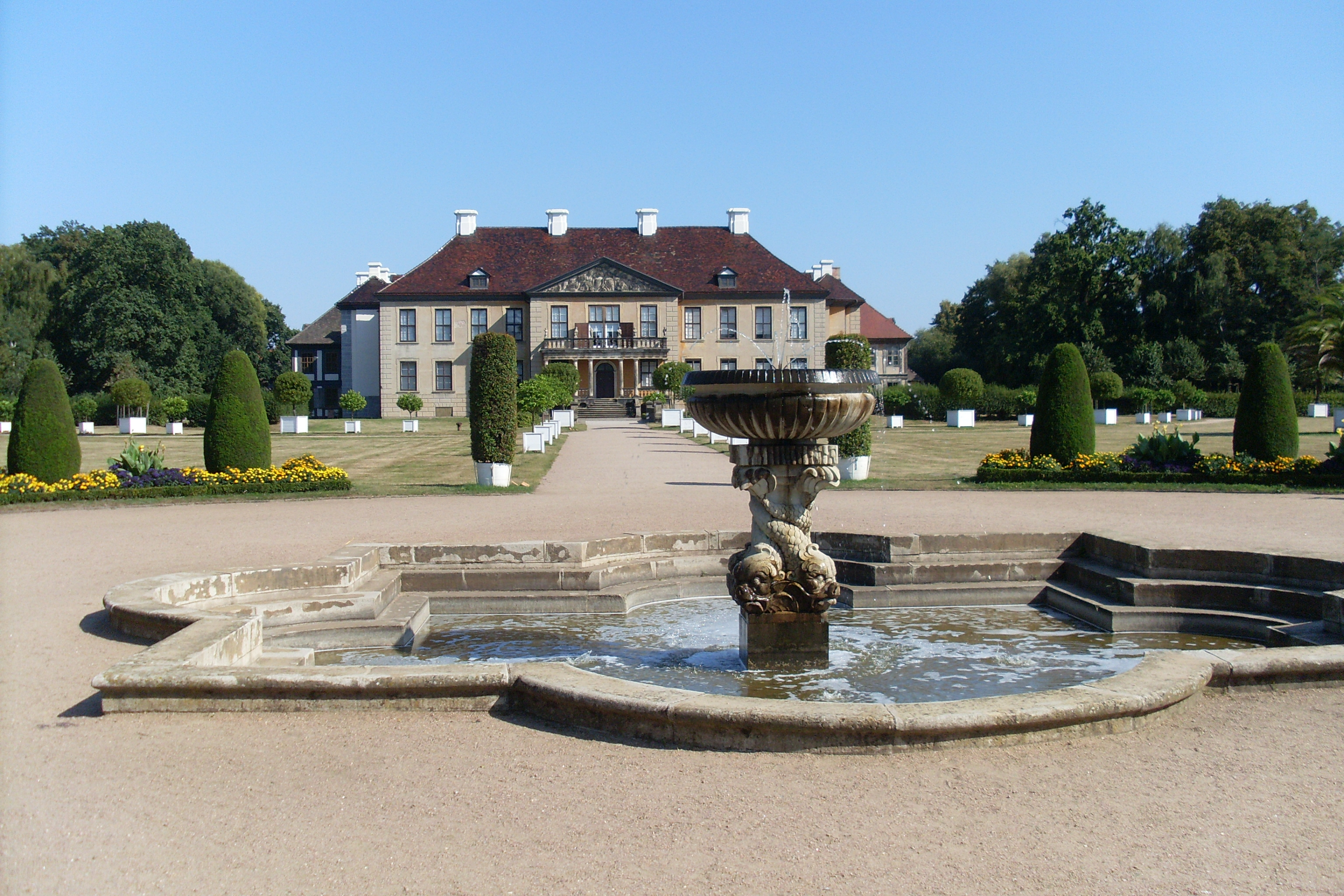
Schloss Oranienbaum – Parkseite

Das Schloss Oranienbaum liegt in der Stadt Oranienbaum-Wörlitz in Sachsen-Anhalt. Es gehört zum Gartenreich Dessau-Wörlitz.

## Geografie
Das Schloss, das sich im Ortsteil Oranienbaum befindet, liegt östlich von Dessau-Roßlau, nur wenige Kilometer vom Wörlitzer Park entfernt.

## Geschichte

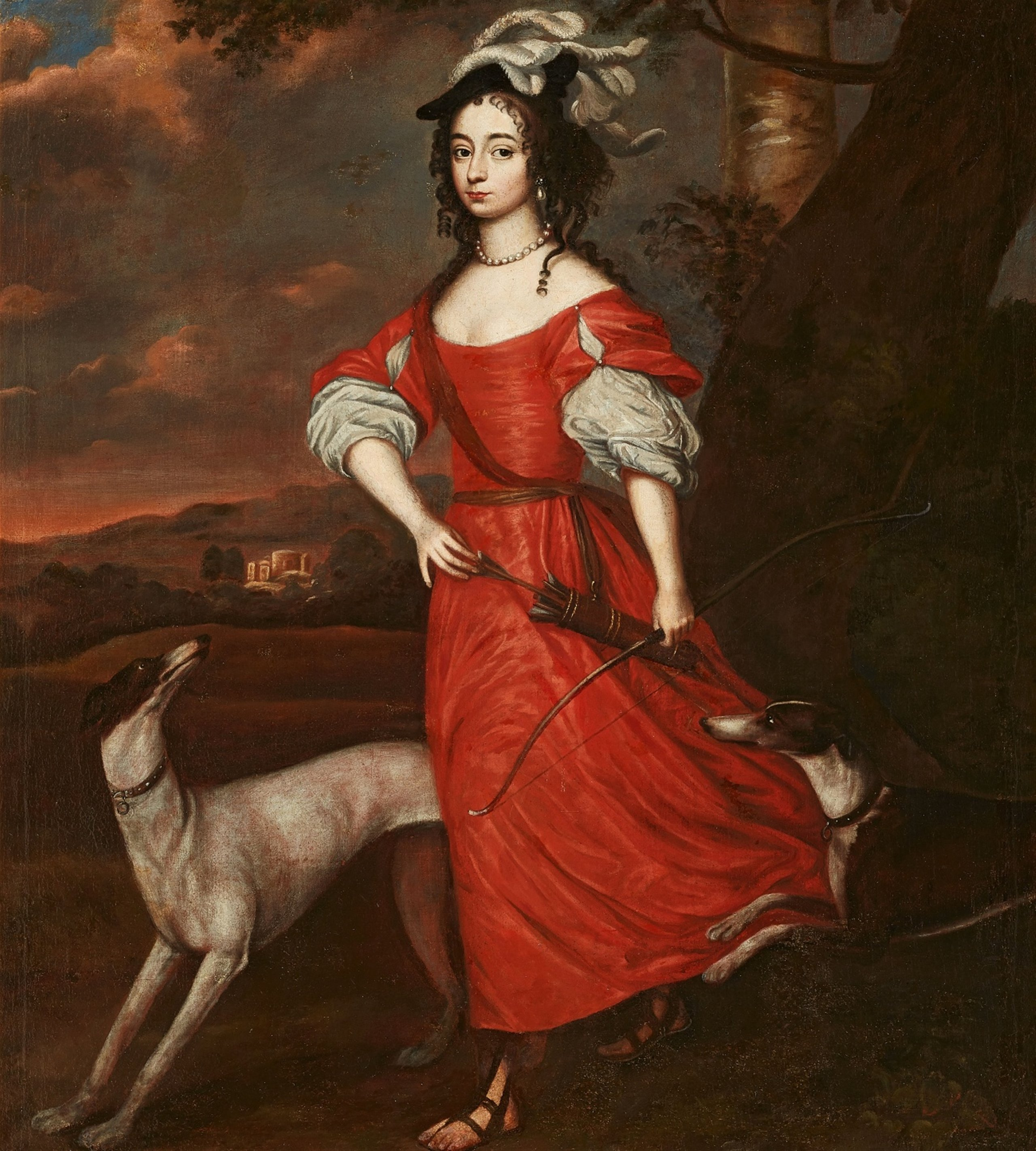
Henriette Catharina von Oranien-Nassau (1637–1708), Jugendbildnis von Honthorst

Ab 1681 bis etwa 1685 wurde das Schloss in einer ersten Bauphase zunächst als Sommersitz für die Fürstin Henriette Catharina, Gemahlin von Fürst Johann Georg II. von Anhalt-Dessau und geborene Prinzessin von Oranien-Nassau erbaut. Beauftragt mit dem Bau wurde der in brandenburgischen Diensten stehende niederländische Baumeister Cornelis Ryckwaert. Zunächst wurde nur ein Palais mit Kavalierpavillons errichtet und ein 28 Hektar großer Barockgarten im niederländischen Stil angelegt. Ein Wassergraben trennt das innere halbrunde Gartenparterre von dem äußeren, das seine geometrische Struktur bewahrt hat. Gleichzeitig ließ Ryckwaert auch die Stadt Oranienbaum auf geometrischem Grundriss erbauen. Die Fürstin, die über niederländischen Geschäftssinn verfügte, ließ 1669 eine Glashütte und 1693 ein Brauhaus errichten, seit 1693 wurde Tabak in Oranienbaum angebaut.
Nach dem Tod des Fürsten im Jahr 1693 wurde Oranienbaum als Witwensitz für Fürstin Henriette Catharina zum heutigen dreiflügeligen Schloss umgebaut (1698 bis etwa 1702). Die gestaffelten Seitenflügel wirken holländisch. Eine reiche Innenausstattung mit kostbaren Ledertapeten, Fayencen und Gemälden verlieh dem Haus seinen Glanz, von dem heute u. a. noch der Fliesenkeller, der Ledertapetensaal und der Spiegelkristallsaal mit seinen ungewöhnlichen modernen Objekten des niederländischen Glaskünstlers Bernhard Heesen zeugen. Die Porträtgalerie der Askanier, Gemälde aus der „Oranischen Erbschaft“ (die in Teilen bis heute im Schloss Mosigkau zu sehen ist) und die Gemäldesammlung des aufgelösten Amalienstifts schmückten bis 1945 das Schloss. Im Keller befindet sich der mit Delfter Keramikfliesen ausgestattete Sommerspeisesaal.

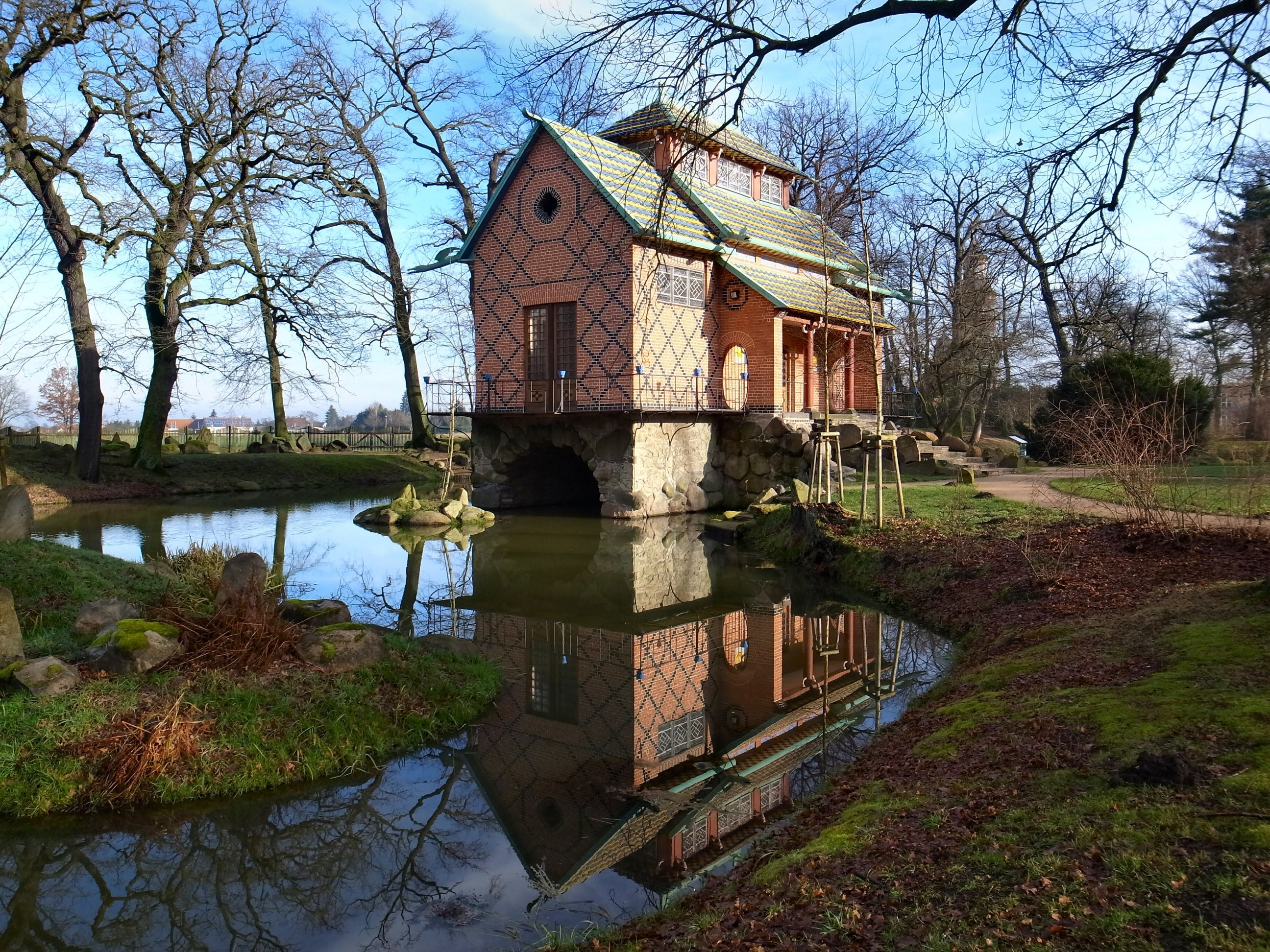
Chinesisches Teehaus

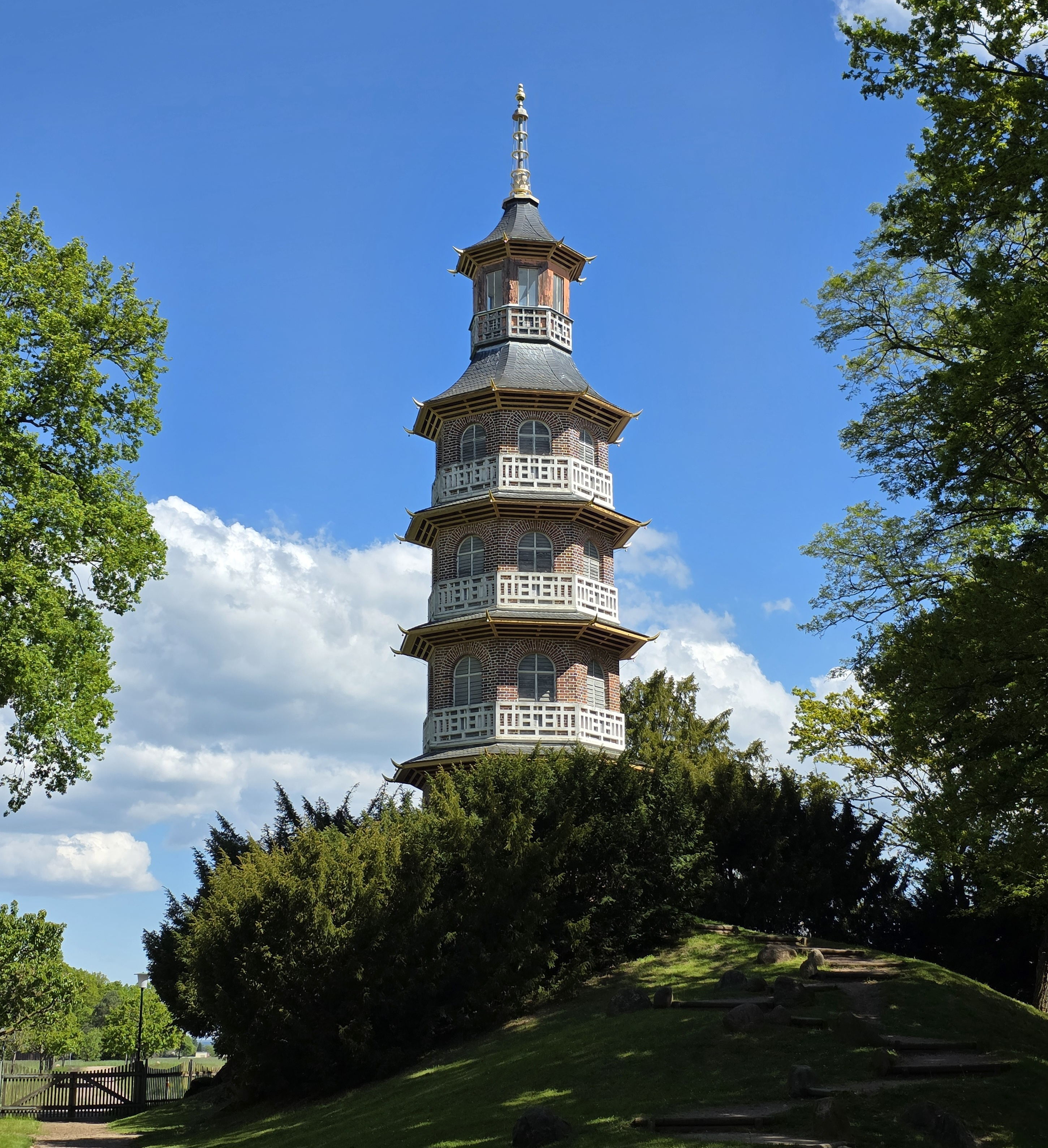
Pagode im Schlosspark

Nach dem Tod von Henriette Catharina im Jahr 1708 wurde 1712 noch die barocke Stadtkirche fertiggestellt. Das Schloss wurde fortan von den Fürsten von Anhalt-Dessau nur noch gelegentlich bei Jagden genutzt. Erst Fürst Leopold Friedrich Franz von Anhalt-Dessau, der Schöpfer der Dessau-Wörlitzer Parklandschaft, zeigte wieder mehr Interesse an Schloss Oranienbaum. Er ließ Schloss und Park nach 1780 umgestalten. Zahlreiche Räume erhielten eine neue Ausstattung im chinesischen Stil, wobei die Wandbemalungen teilweise fragmentarisch blieben. Der einstige barocke Inselgarten wurde von 1793 bis 1797 nach den Ideen des englischen Landschaftsgärtners Sir William Chambers zum einzigen in Deutschland noch weitgehend erhaltenen englisch-chinesischen Garten, mit fünfgeschossiger Pagode, einem vom Wasser aus befahrbaren chinesischen Teehaus und mehreren Bogenbrücken umgestaltet.
 Im südlichen Teil des Gartens wurde 1811 die 175 m lange Orangerie, eine der größten Europas erbaut, die seither ohne Unterbrechung der Unterbringung einer großen Sammlung von Zitruspflanzen sowie anderer seltener Gehölze dient.
Im Schloss wurde nach 1927 vom Direktor der Anhaltischen Gemäldegalerie Dessau Ludwig Grote eine Filialgalerie eröffnet. Mit der Farbgestaltung und der Restaurierung von alter Bemalung beauftragte er Hinnerk Scheper vom Bauhaus Dessau.
Nach dem Zweiten Weltkrieg brachte die DDR ab 1953 eine Außenstelle des Staatsarchivs Magdeburg im Schloss Oranienbaum unter. Diese Außenstelle wurde 1993 zum selbständigen Landesarchiv Oranienbaum aufgewertet. Zu Beginn des 21. Jahrhunderts zog das Archiv nach Dessau um. Das Schloss wurde daraufhin im Jahr 2003 für Besucher geöffnet. Die Restaurierungsarbeiten am und im Schloss sind (Stand April 2023) weit fortgeschritten.
Am 3. März 2004 besuchte Königin Beatrix der Niederlande das Schloss Oranienbaum und besichtigte den Fortgang der Restaurierungsarbeiten in dem Schloss ihrer Vorfahrin.
Das auf geometrischen Grundriss errichtete Ensemble von Stadt, Schloss und Park Oranienbaum ist heute ein seltenes Beispiel einer überwiegend niederländisch geprägten Barockanlage in Deutschland.
Das Schloss kann besichtigt werden. Der Schlosspark ist frei zugänglich; die restaurierte Pagode und das Teehaus sind nach Anmeldung zugänglich. In der Orangerie sind u. a. ein Café und eine Kutschenausstellung untergebracht. Neben der Orangerie befindet sich ein großer Garten mit Zitrusgewächsen. (Stand 2012) Nördlich der Orangerie befindet sich die Gärtnerei des Schlossparks aus der Zeit um 1790.

## Verbindung zum heutigen Königshaus der Niederlande
Schloss Oranienbaum ist eines von vier nach dem Hause Oranien benannten Schlössern in Deutschland. Sie wurden für vier Schwestern errichtet, Töchter des niederländischen Statthalters Friedrich Heinrich Fürst von Oranien-Nassau und dessen Frau Amalie zu Solms-Braunfels, die mit deutschen Herrschern verheiratet worden waren. Neben Oranienbaum sind dies Schloss Oranienburg bei Berlin (für Luise Henriette von Brandenburg), Schloss Oranienstein bei Diez (für Albertine Agnes von Nassau-Dietz) und das – nicht mehr existierende – Schloss Oranienhof bei Bad Kreuznach (für Marie von Pfalz-Simmern).
Die ehemalige niederländische Königin Beatrix ist Schirmherrin der Restaurierung des Schlosses Oranienbaum. In den Jahren 2004 und 2012 besuchte Beatrix Oranienbaum und besichtigte das Schloss.

## Galerie

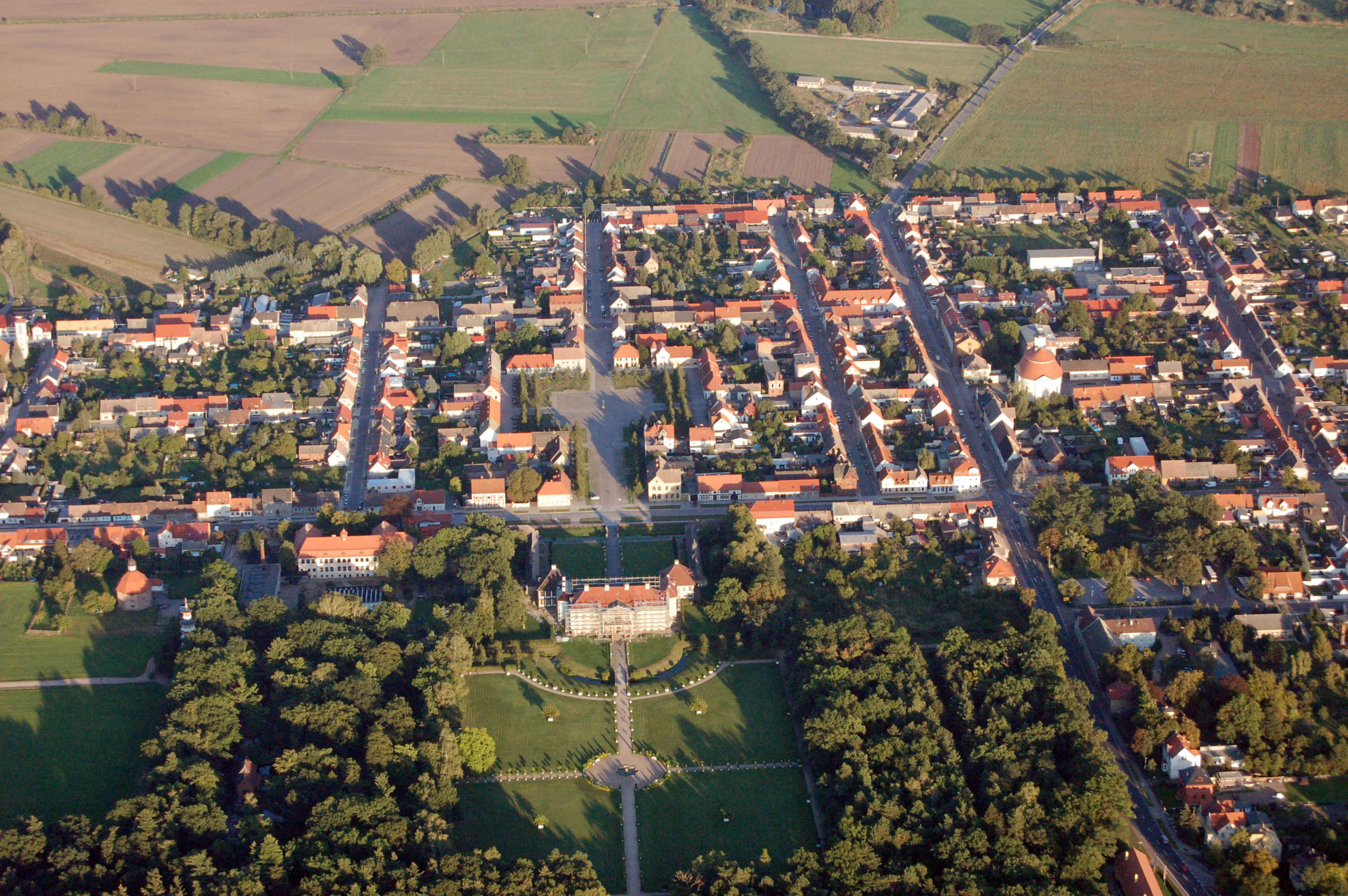
Schloss und barocke Ortsstruktur
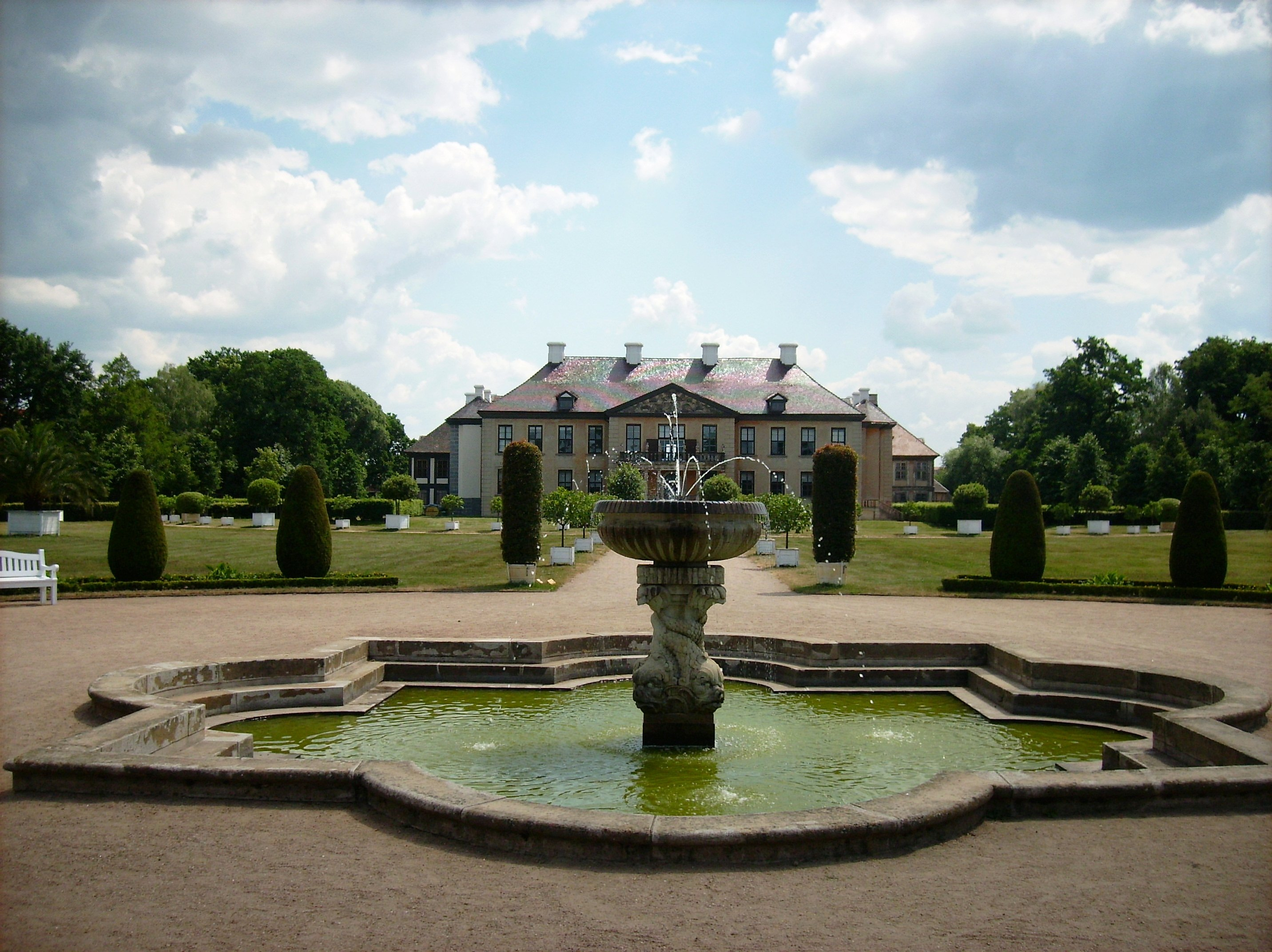
Zentraler Springbrunnen
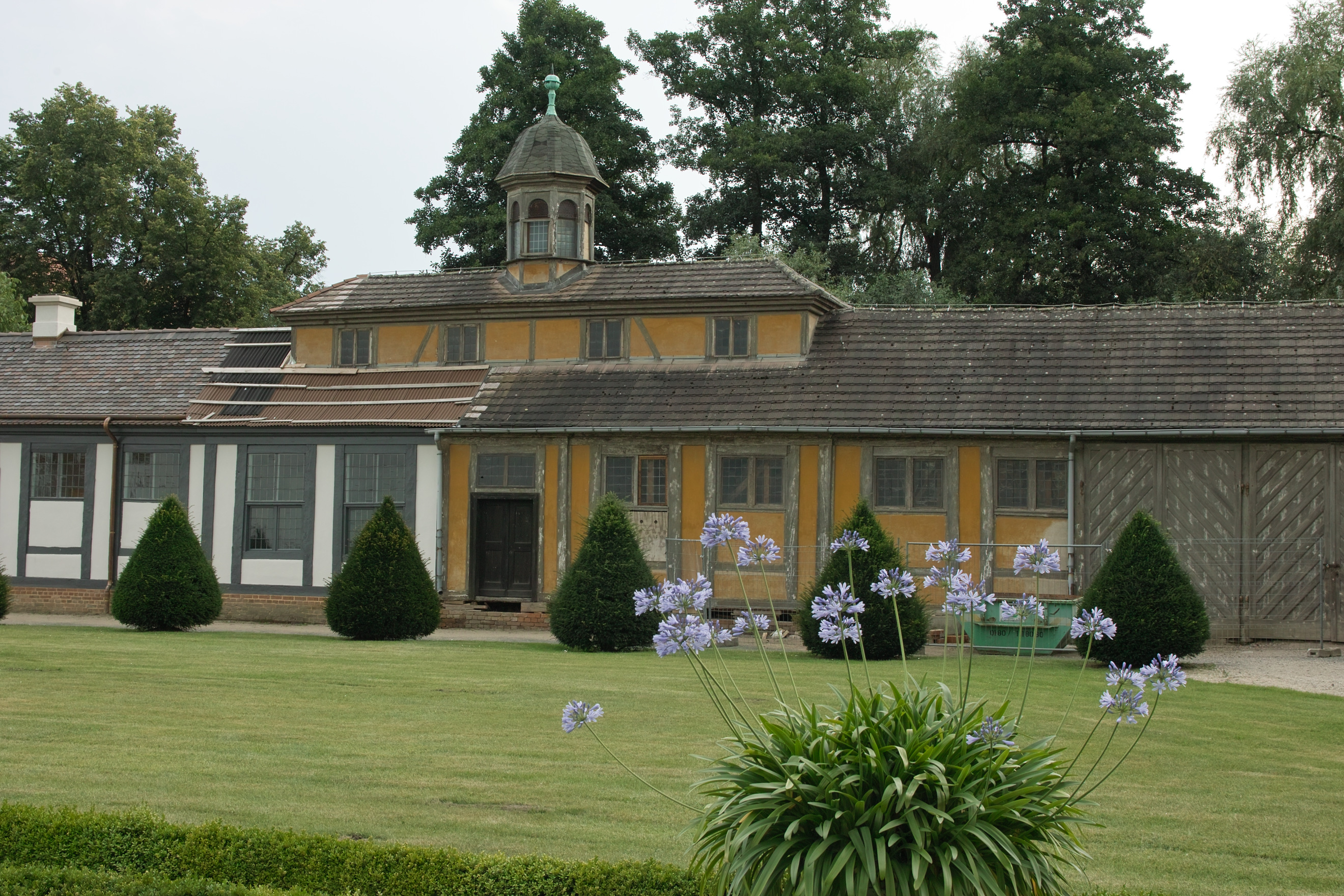
Rechter Seitenflügel
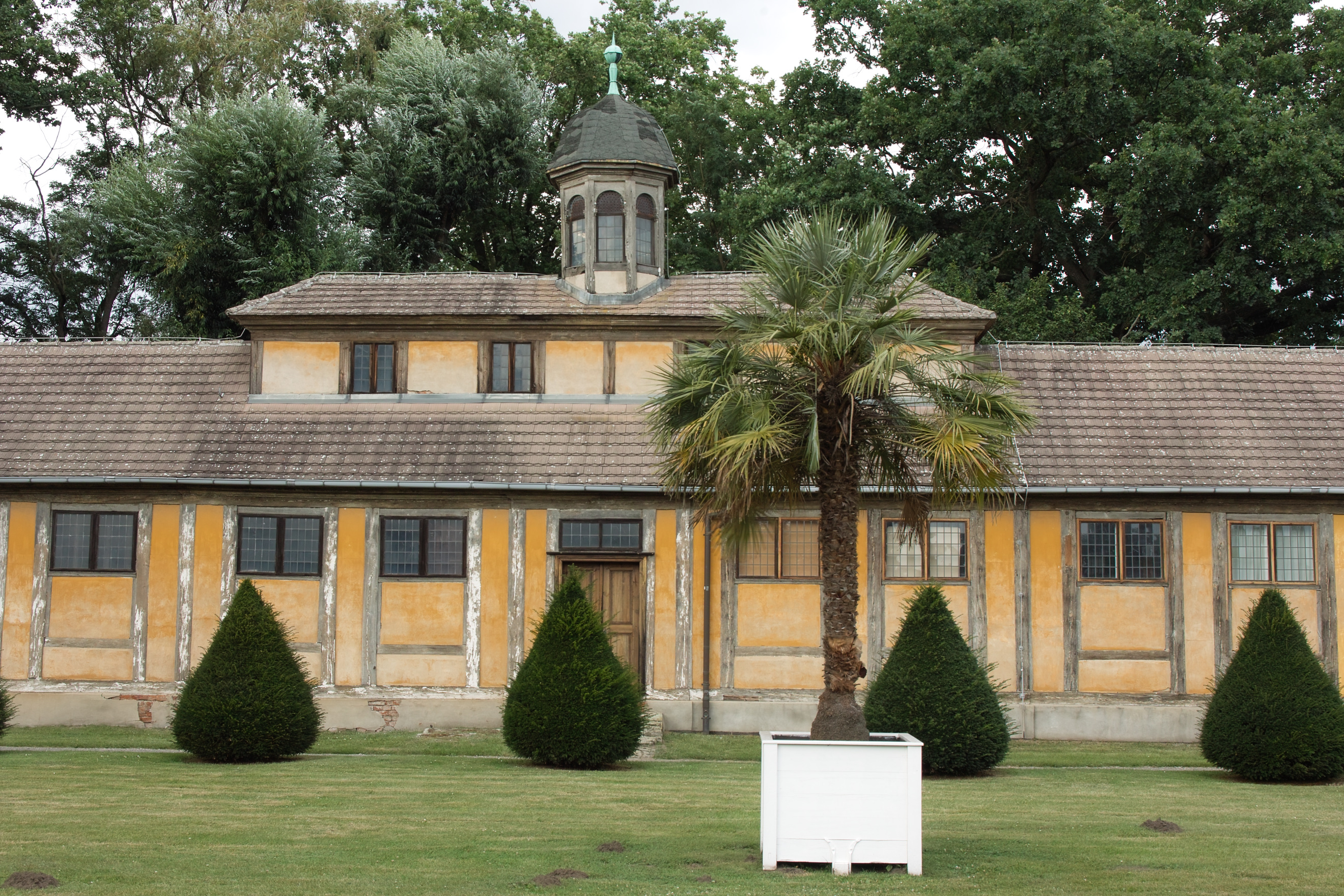
Linker Seitenflügel
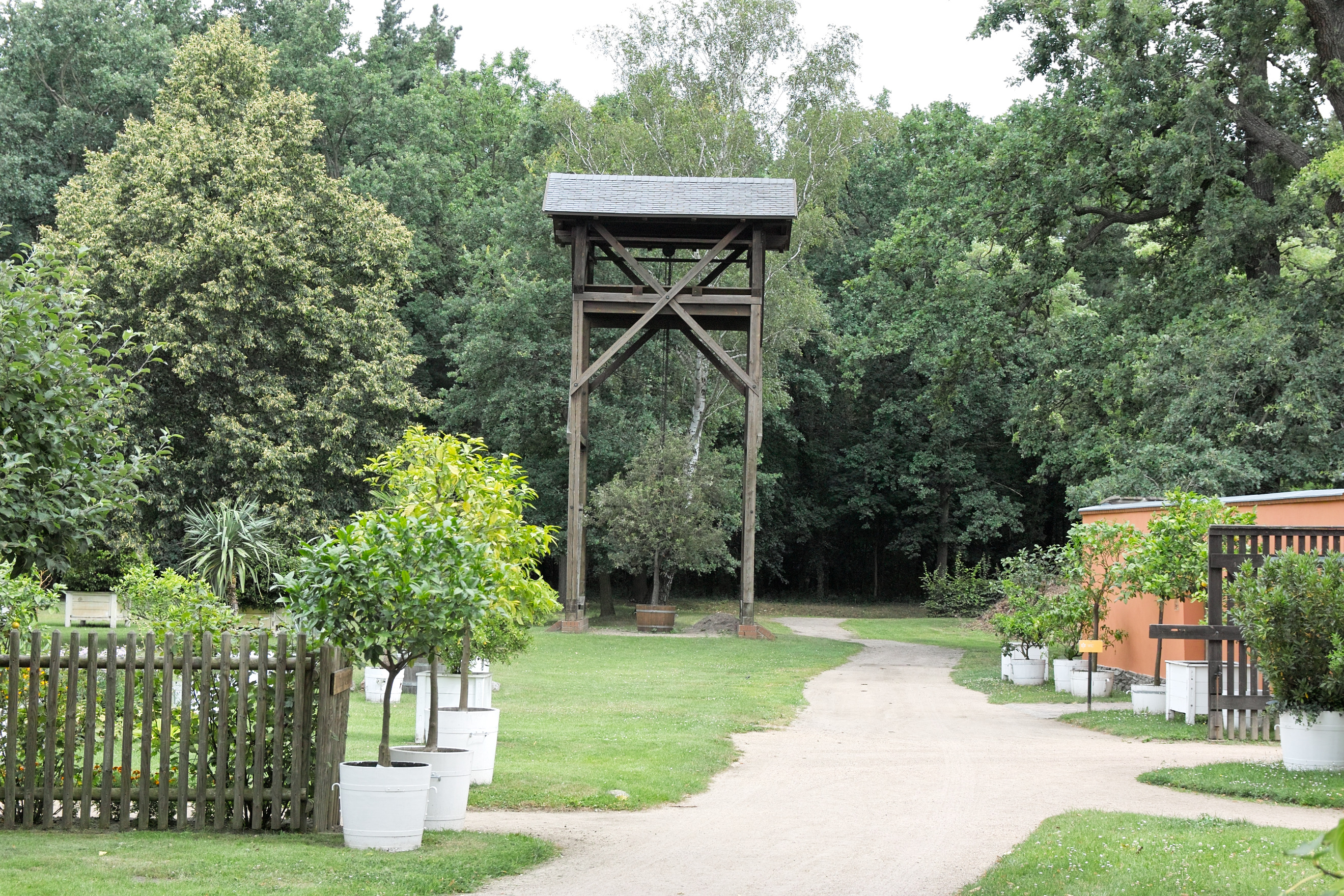
Pflanzturm
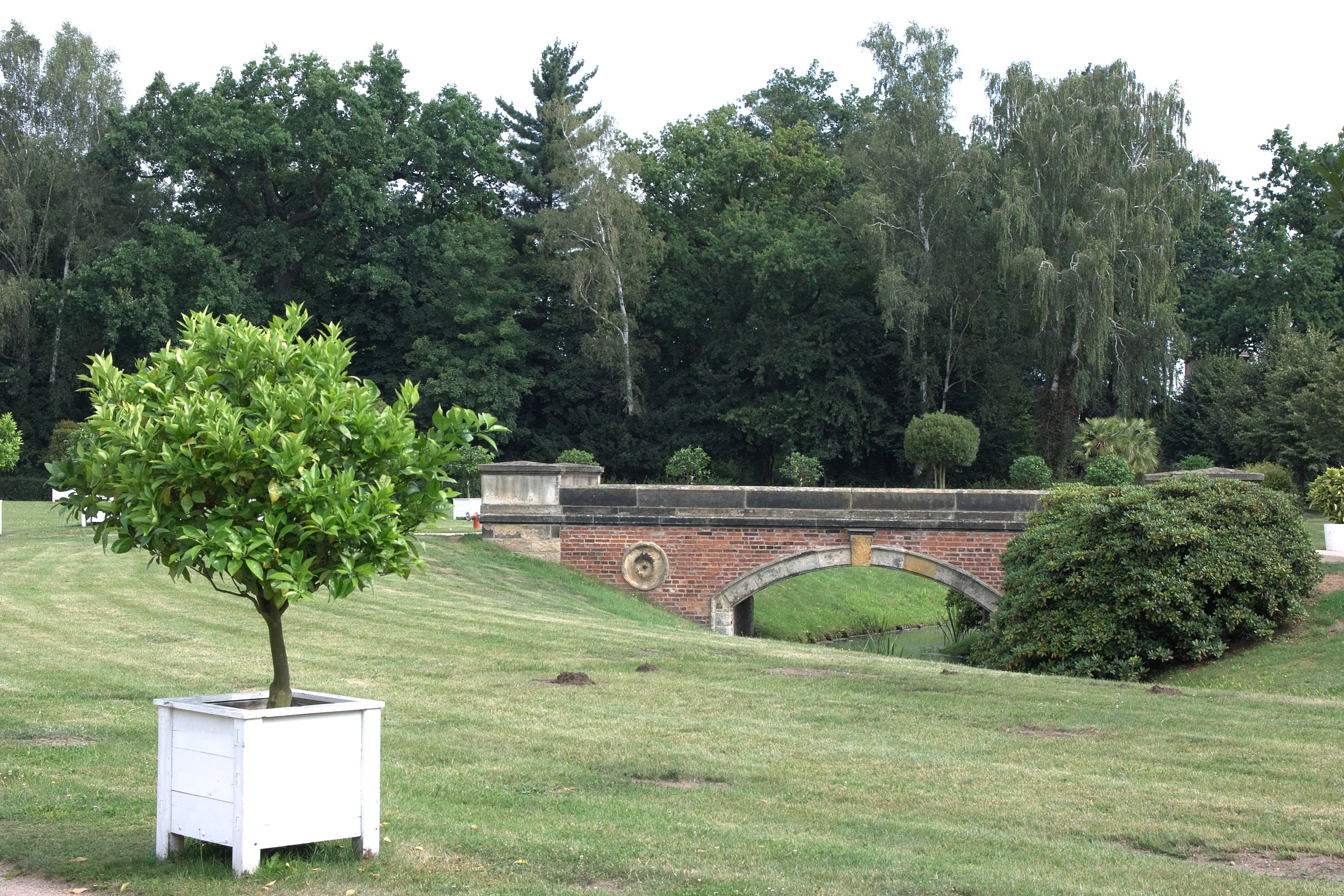
Steinbrücke
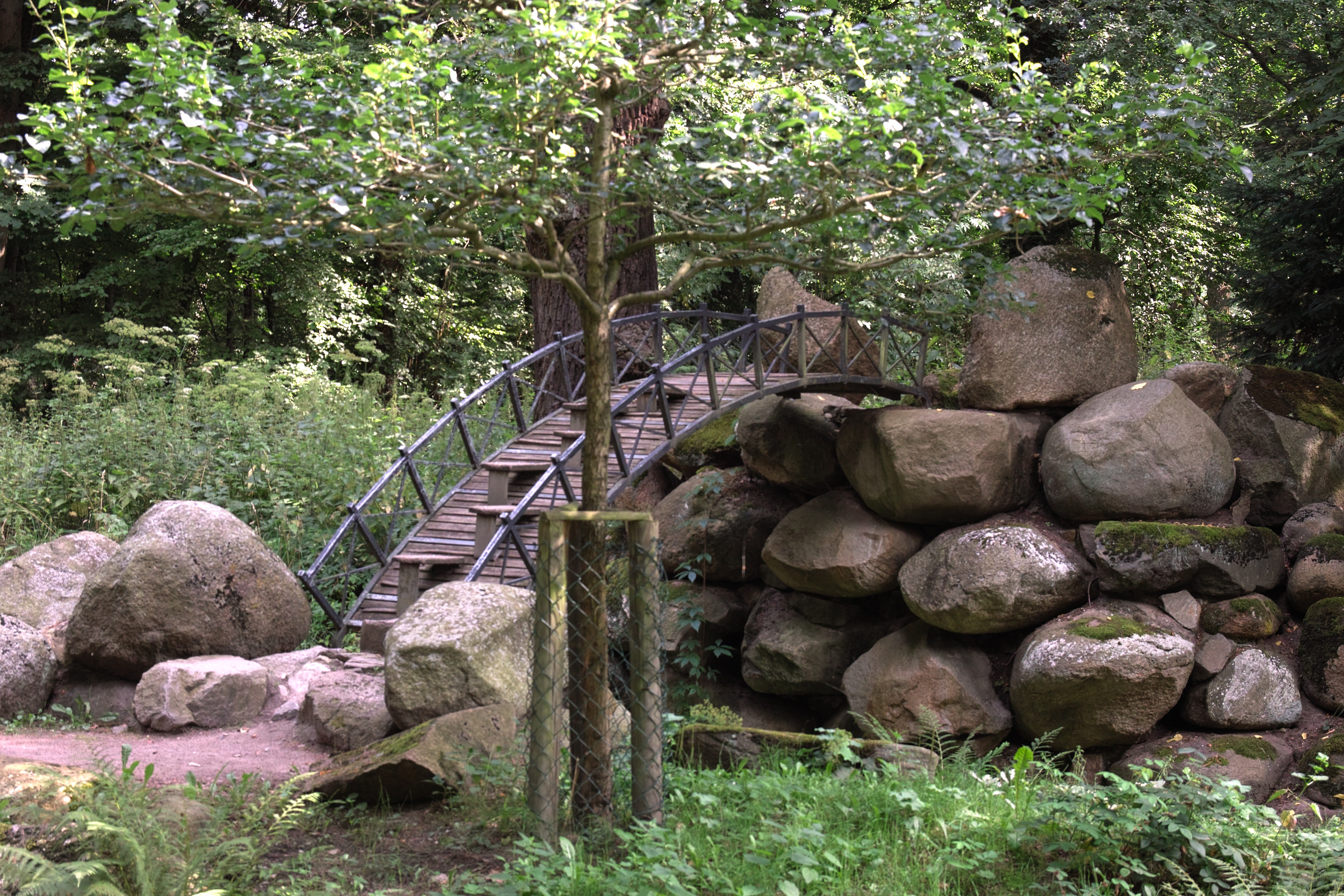
Stufenbrücke
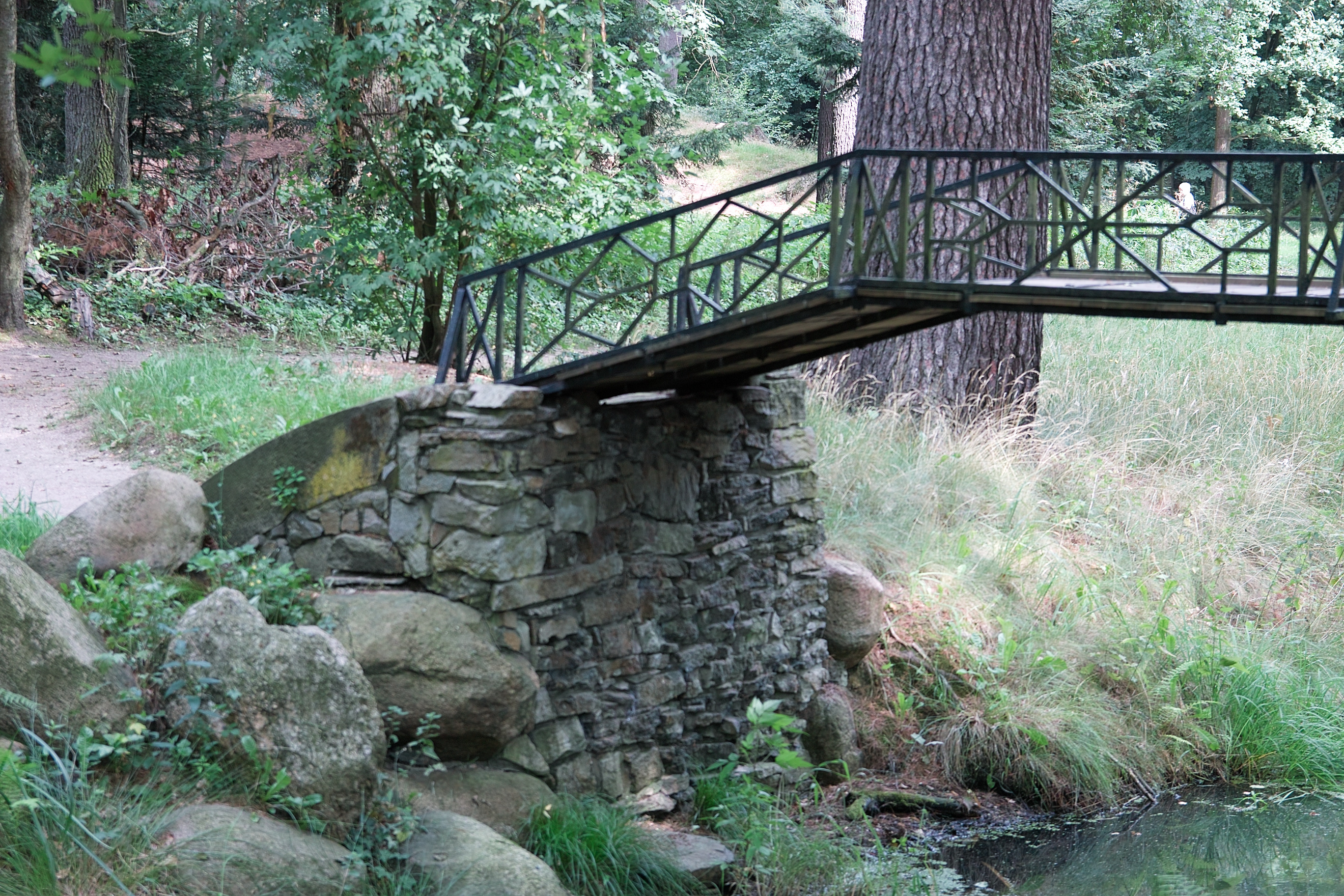
Eisenbrücke
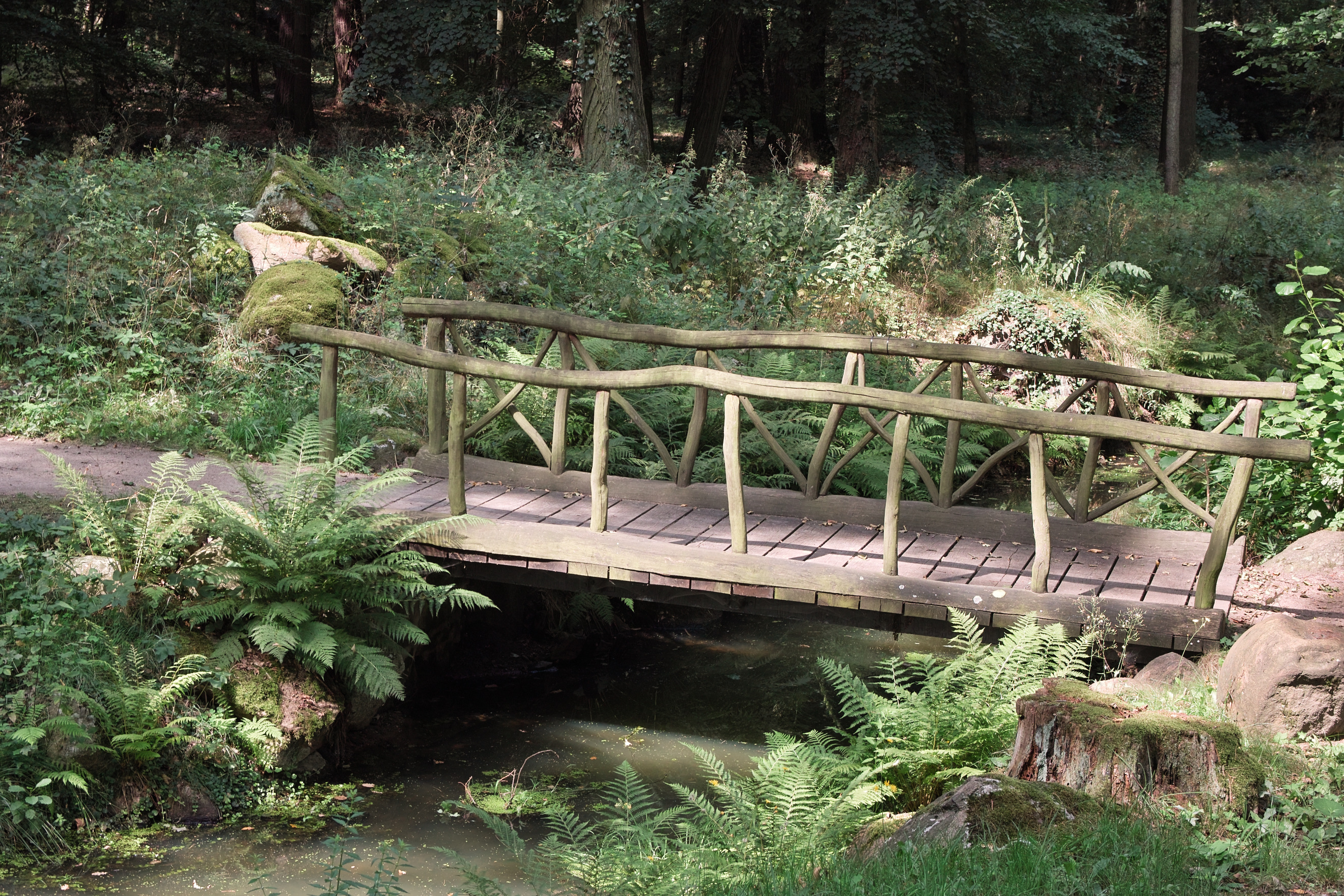
Holzbrücke
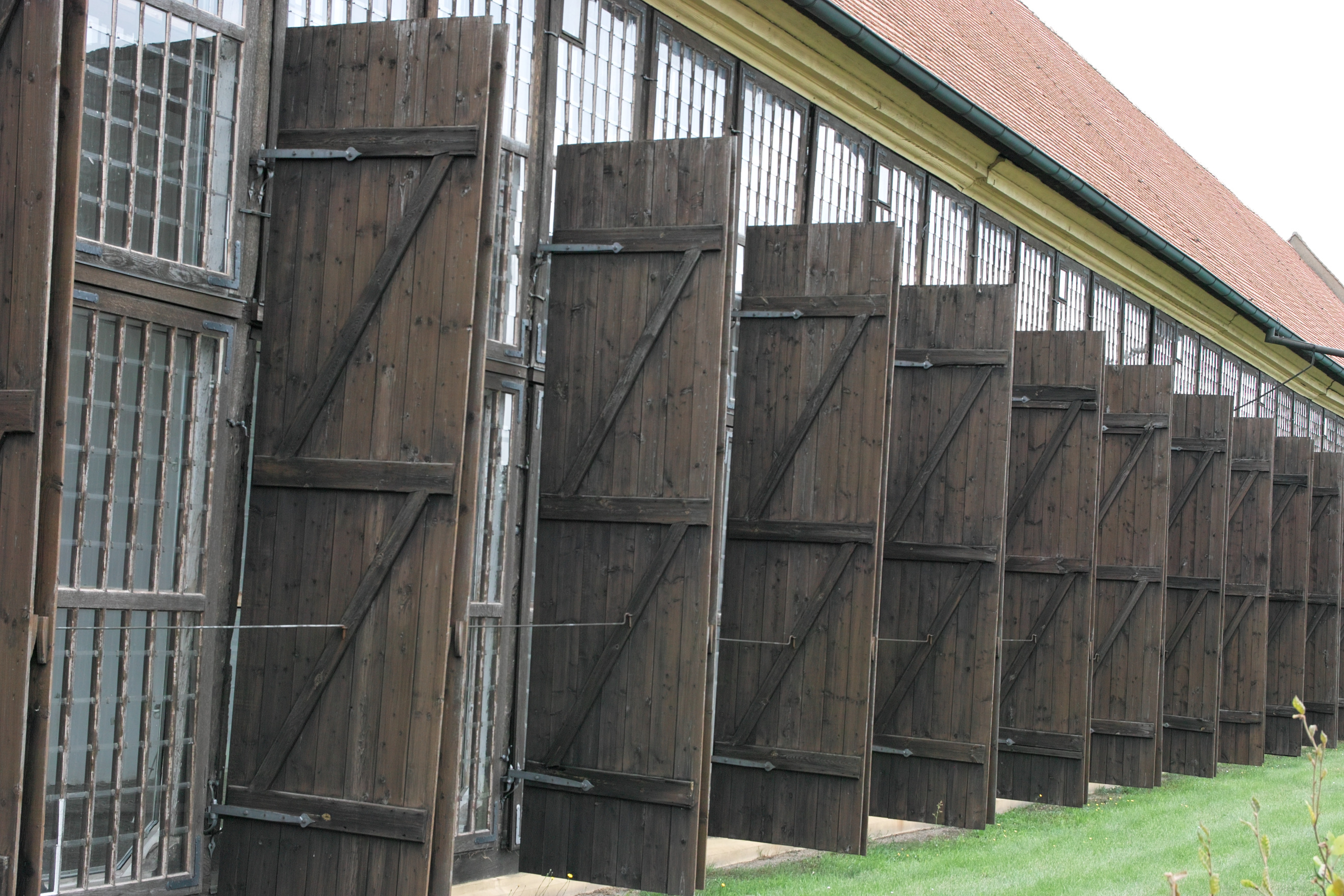
Orangerie mit offenen Fensterläden
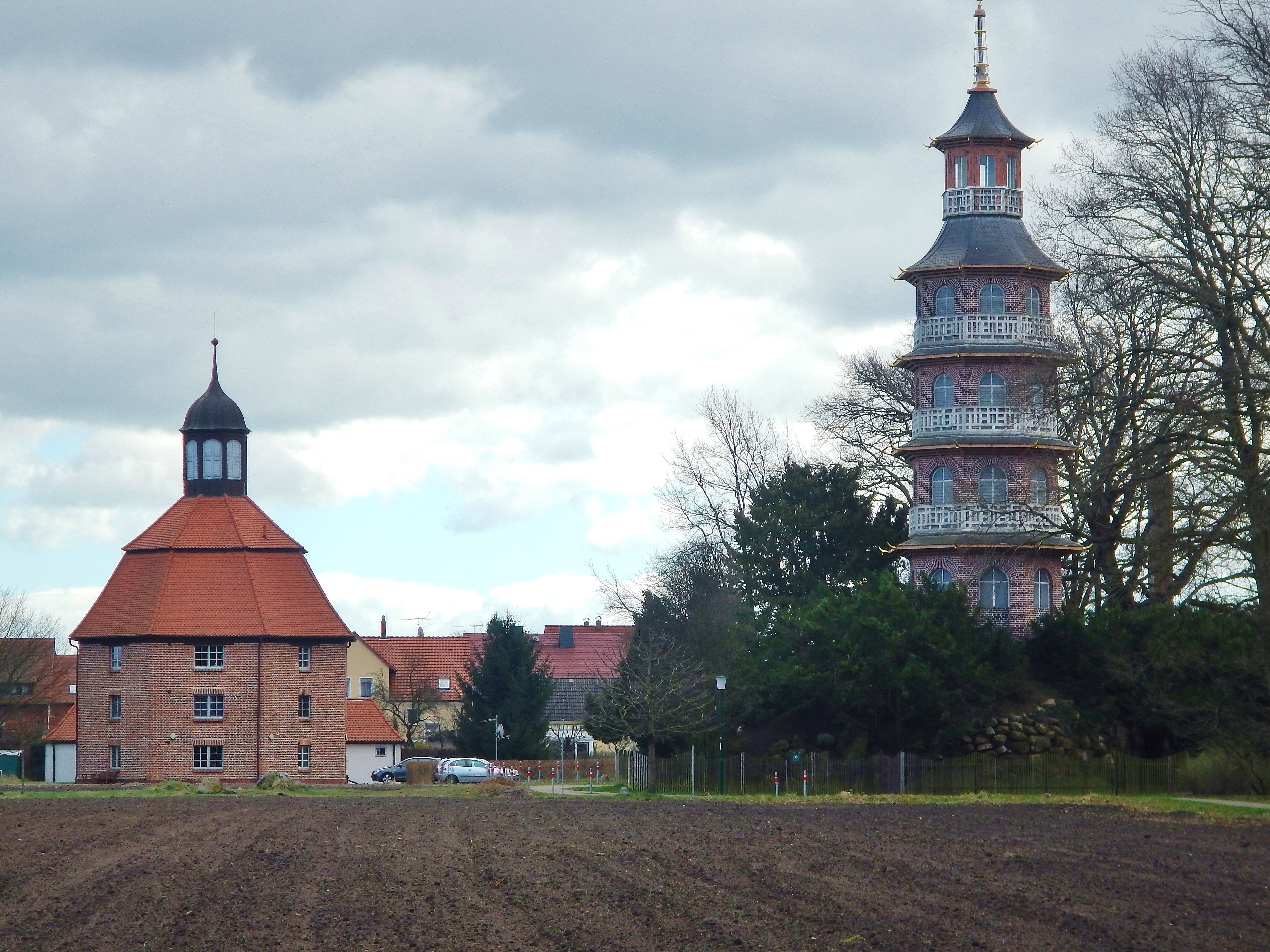
Oktogon und Pagode
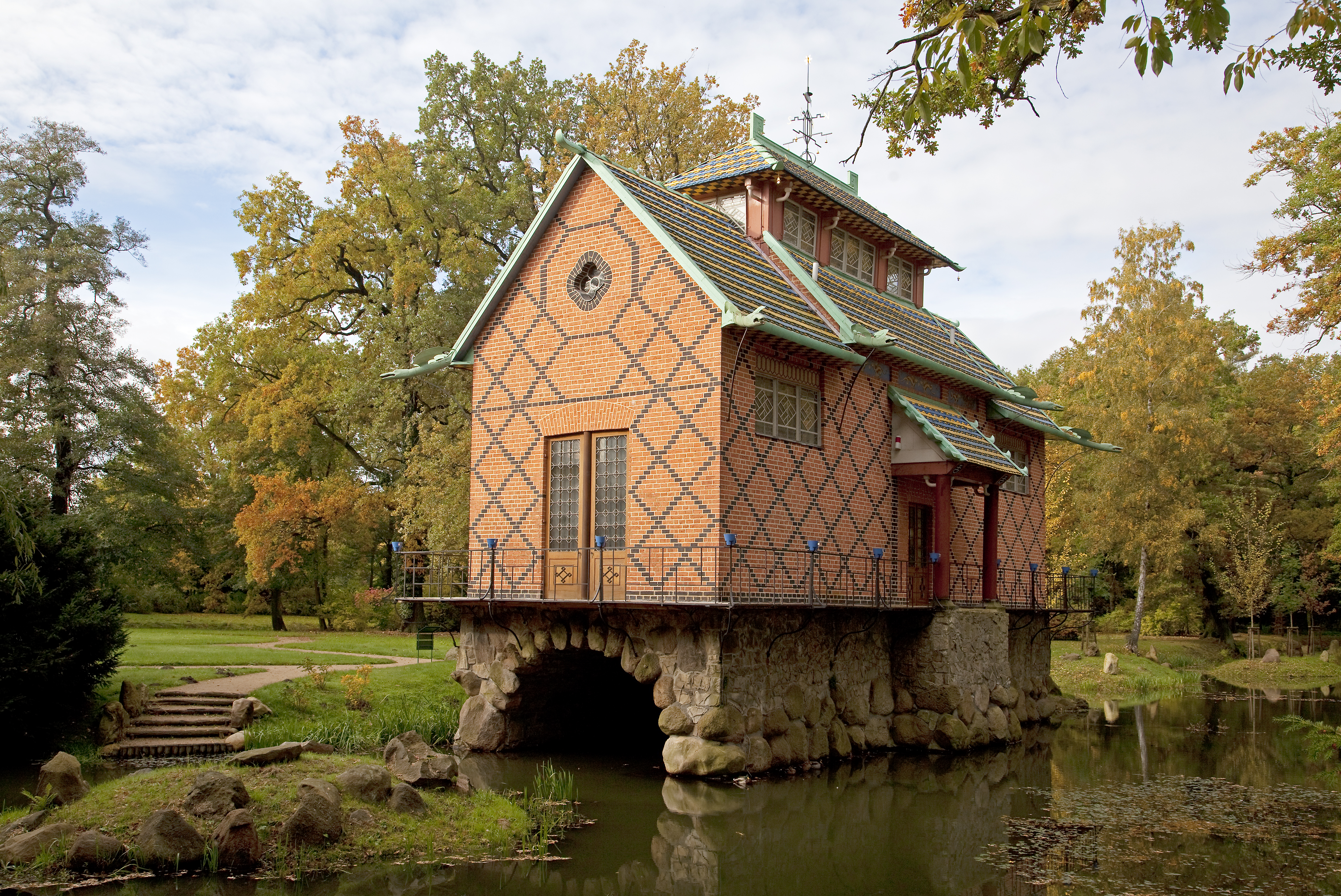
Chinesisches Teehaus